# Michele Lessona

Michele Lessona

Michele Lessona (* 20. September 1823 in Venaria Reale; † 20. Juli 1894 in Turin) war ein italienischer Zoologe.
Er wurde früh Spezialist für Amphibien und wurde 1892 Senator der 18. Legislaturperiode des Königreichs Italien. Zu seinen besonderen Leistungen zählt die Übersetzung einiger Werke Darwins, zum Beispiel Die Abstammung des Menschen und die geschlechtliche Zuchtwahl.
1892 wurde er zum Senator ernannt.

## Werke (Auswahl)
- Carlo Darwin. 1883. Neuausgabe: Kessinger Publishing Co, 2009, ISBN 978-1-104-06962-9
- Venti Anni Fa. 1884. Neuausgabe: Kessinger Pub Co, 2009, ISBN 978-1-104-52050-2
- Naturalisti Italiani. A. Sommaruga, Rom 1884.
- Conversazioni scientifiche.Editori della biblioteca utile, Mailand 1865.